# Júnior Moraes
Aluísio Chaves Ribeiro Moraes Júnior (Santos, 4 april 1987) – alias Júnior Moraes – is een Braziliaans-Oekraïens voetballer die doorgaans als aanvaller speelt. Hij tekende in 2018 bij Sjachtar Donetsk.

## Clubcarrière
Júnior Moraes is afkomstig uit de jeugdopleiding van Santos. Hij maakte op 14 juli 2007 zijn eerste doelpunt in de Braziliaanse Série A, tegen Botafogo FR. Vervolgens speelde de aanvaller bij Ponte Preta, Santo André, Gloria Bistrița, Metaloerh Donetsk en CSKA Sofia om in juli 2012 opnieuw bij Metaloerh Donetsk te tekenen. In drie seizoenen maakte hij 35 doelpunten in 63 competitiewedstrijden voor Metaloerh Donetsk. In 2015 maakte Júnior Moraes transfervrij de overstap naar reeksgenoot Dynamo Kiev. Hij debuteerde op 14 juli 2015 voor zijn nieuwe club, in de Oekraïense supercup tegen Sjachtar Donetsk. In 2017 speelde hij kort op huurbasis in China voor Tianjin Quanjian . In 2018 maakte hij de overstap naar Sjachtar Donetsk.

## Interlandcarrière
In maart 2019 verkreeg Moraes een Oekraïens paspoort en werd direct opgeroepen voor het Oekraïens voetbalelftal. Hij debuteerde op 22 maart als invaller voor Roman Jaremtsjoek in de EK-kwalificatiewedstrijd tegen Portugees voetbalelftal (0-0). Drie dagen later speelde hij de hele wedstrijd tegen Luxemburg. Beide landen tekenden een week later protest aan tegen het meespelen van Moraes omdat hij niet speelgerechtigd zou zijn. Spelers dienen vijf jaar achtereen in het land waarvoor ze willen uitkomen gepeeld te hebben voordat ze bij de FIFA in aanmerking komen voor een nationaliteitswissel. Moraes speelt sinds 2012 in Oekraïne maar speelde in 2017 enkele maanden op huurbasis in China.